# 苏驼
苏驼（1928年6月—），男，天津静海人，中国社会学家，曾任南开大学社会学系创系主任、教授，中国社会学会顾问。